# ۲۰۰۹: خاطرات گمشده
۲۰۰۹: خاطرات گمشده (انگلیسی: 2009: Lost Memories; کره‌ای: 2009 로스트 메모리즈) فیلم اکشن علمی تخیلی محصول سال ۲۰۰۲ کره جنوبی به کارگردانی لی شی میونگ، بر پایه رمان سال ۱۹۸۷ در جستجوی یک کتیبه نوشتهٔ بوک گو ایل است. داستان فیلم در سال ۲۰۰۹ و در جهانی جایگزین اتفاق می‌افتد که در آن شبه‌جزیره کره به دلیل یک حادثهٔ سفر در زمان در سال ۱۹۰۹، همچنان بخشی از امپراتوری ژاپن باقی مانده است. این فیلم توسط سی‌جی انترتینمنت در ۱ فوریه ۲۰۰۲ اکران شد.